# Perša Liha 2015-2016
La Perša Liha 2015-2016 è stata la 25ª edizione della seconda serie del campionato ucraino di calcio. La stagione è iniziata il 26 luglio 2015 ed è terminata il 1º giugno 2016.

## Stagione

### Novità
Al termine della passata stagione, sono salite in Prem"jer-liha Oleksandrija e Stal' Dniprodzeržyns'k. Sono retrocesse in Druha Liha Stal' Alčevs'k e Bukovyna Černivci. Sono salite dalla Druha Liha Čerkas'kyj Dnipro e Obolon'-Brovar.
Dalla Prem"jer-liha 2014-2015 è retrocesso l'Illičivec'.
Dopo essere stata sospesa da tutte le competizioni ucraine alla vigilia della passata stagione, la Federcalcio ucraina ha reintegrato in Perša Liha l'Avanhard Kramators'k.

### Formula
Le sedici squadre si affrontano due volte, per un totale di trenta giornate. La prima classificata viene promossa in Prem"jer-liha.
Le ultime due classificate retrocedono in Druha Liha. La terzultima, invece, disputa uno spareggio promozione-retrocessione con la terza classificata della Druha Liha. A seguito della decisione, da parte della Federcalcio ucraina, di aumentare - a partire dalla prossima stagione - il numero di squadre partecipanti, lo spareggio promozione-retrocessione è stato cancellato.

## Classifica finale
|  | Pos. | Squadra              | Pt | G  | V  | N  | P  | GF | GS | DR  |
|  | ---- | -------------------- | -- | -- | -- | -- | -- | -- | -- | --- |
|  | 1.   | Zirka                | 65 | 30 | 20 | 5  | 5  | 49 | 22 | +27 |
|  | 2.   | Čerkas'kyj Dnipro    | 55 | 30 | 16 | 7  | 7  | 45 | 27 | +18 |
|  | 3.   | Obolon'-Brovar       | 54 | 30 | 16 | 6  | 8  | 45 | 35 | +10 |
|  | 4.   | Illičivec'           | 53 | 30 | 14 | 11 | 5  | 34 | 23 | +11 |
|  | 5.   | Helios Charkiv       | 51 | 30 | 13 | 12 | 5  | 33 | 24 | +9  |
|  | 6.   | Hirnyk Kryvyj Rih    | 49 | 30 | 13 | 10 | 7  | 39 | 27 | +12 |
|  | 7.   | Mykolaïv (-3)        | 44 | 30 | 13 | 8  | 9  | 34 | 27 | +7  |
|  | 8.   | Desna Černihiv       | 40 | 30 | 11 | 7  | 12 | 30 | 29 | +1  |
|  | 9.   | Naftovyk-Ukrnafta    | 40 | 30 | 11 | 7  | 12 | 31 | 33 | -2  |
|  | 10.  | Poltava              | 38 | 30 | 10 | 8  | 12 | 29 | 32 | -3  |
|  | 11.  | Dinamo-2 Kiev        | 36 | 30 | 9  | 9  | 12 | 27 | 34 | -7  |
|  | 12.  | Hirnyk-Sport         | 33 | 30 | 8  | 9  | 13 | 30 | 35 | -5  |
|  | 13.  | Avanhard Kramators'k | 32 | 30 | 8  | 8  | 14 | 28 | 42 | -14 |
|  | 14.  | Sumy                 | 30 | 30 | 8  | 6  | 16 | 35 | 54 | -19 |
|  | 15.  | Ternopil' (-3)       | 22 | 30 | 6  | 7  | 17 | 18 | 47 | -29 |
|  | 16.  | Nyva Ternopil' (-3)  | 7  | 30 | 2  | 4  | 24 | 10 | 26 | -16 |

Legenda:
      Promossa in Prem'er-Liha 2016-2017
      Retrocessa in Druha Liha 2016-2017
      Esclusa a campionato in corso.
Note:
Tre punti a vittoria, uno a pareggio, zero a sconfitta.